# Amblyscirtes aesculapius
Amblyscirtes aesculapius is een vlinder uit de familie van de dikkopjes (Hesperiidae). De wetenschappelijke naam van de soort is, als Hesperia aesculapius, voor het eerst geldig gepubliceerd in 1793 door Johann Christian Fabricius.